# Diário de Petrópolis
Diário de Petrópolis é um jornal diário de notícias brasileiro, publicado de terça-feira a domingo (a edição de domingo é revendida às segundas-feiras), que circula no município de Petrópolis, Região Serrana  do estado do Rio de Janeiro. Fundado em 1954. Faz parte do ''Grupo Diário de Petrópolis'', que conta ainda com a Rádio Diário de Petrópolis FM.
Além das informações sobre a cidade de Petrópolis e os atos oficiais,apresenta colunas, matérias sobre o pais, cultura, economia, saúde e segurança. O jornal é membro da Associação Brasileira dos Jornais do Interior – ABRAJORI.

## Histórico
O jornal Diário de Petrópolis começou a ser publicado, em 1954, por Antônio Carlos Noronha Portella. Em sua primeira edição impressa, o Diário de Petrópolis denunciava a Estrada de Ferro Leopoldina por cobrar altos aluguéis aos seus operários, que habitavam as moradias da empresa. Com o passar do tempo o jornal passou a fazer outras denúncias. Recebendo apoio do político paulista Ademar de Barros e de seu Partido Social Progressista (PSP), o jornal assumiu uma postura de oposição aos governos federal e estadual.
Ainda em 1954, o então governador do estado do Rio de Janeiro, Amaral Peixoto, envia carta ao seu sogro, o presidente Getúlio Vargas, tratando de artigos contra o seu partido, o Partido Social Democrático (1945-2003) (PSD), e contra os Governos federal e fluminense, publicados no jornal "Diário de Petrópolis" sob orientação de Ivan Serzedelo e de Ademar de Barros. Diante disto, Amaral Peixoto, na carta, alerta Getúlio sobre os perigos da entrega a Ademar do poder de indicar o cargo de presidente do Instituto de Aposentadoria e Pensões dos Empregados em Transportes de Cargas (IAPETC) ao nomear Ivan Serzedelo. Na mesma carta Amaral Peixoto informa sobre acordo desfeito entre o seu partido - PSD - de Petrópolis e o político da cidade Flávio Castrioto, que era ligado ao partido de Ademar, para as eleições estaduais em virtude desta nomeação. Na mesma carta Amaral envia dois números do jornal "Diário de Petrópolis".
Ao longo dos anos o jornal passou a ter outros proprietários, como José Crescêncio da Costa, João Laureano Sorsonas e Arinos Affonso Botelho.
Em agosto de 1971, a família Carneiro Dias assumiu o controle acionário fazendo com que a publicação mudasse seu padrão editorial, dando mais profissionalismo ao jornal. O jornalista José Carneiro Dias e seu filho, Paulo Antônio, ao assumirem o Diário fazem do seu único compromisso a informação dos fatos. Durante o Regime Militar, o jornal Diário de Petrópolis foi, durante a administração de José Carneiro, um dos poucos órgãos de imprensa do interior que se anteciparam no combate ao regime de exceção, sendo solidário com os movimentos que visavam à redemocratização no país. Além de jornalista e empresário na cidade de Petrópolis, José Carneiro Dias também foi Secretário de Fazenda do município, por duas vezes. Também dirigiu a Casa Xavier, loja de móveis e eletrodomésticos local. Foi dirigente da Sociedade Brasileira de Máquinas e Motores. Participou das diretorias de entidades representativas do empresariado petropolitano.
Em 21 de abril de 2004, José Carneiro falece em Petrópolis deixando viúva Déia de Lourdes Carneiro Dias e dois filhos: Paulo e Flávia Carneiro. Desta forma, seu filho Paulo Antônio herdou e passa a dirigir unicamente os jornais Diário de Petrópolis e Jornal de Petrópolis e a Rádio Musical, emissora de rádio na mesma cidade.